# Біляєвське сільське поселення (Ігринський район)
Біля́євське сільське поселення — муніципальне утворення в складі Ігринського району Удмуртії, Росія. Адміністративний центр — присілок Біляєвське.
Населення — 652 особи (2015; 702 в 2012, 728 в 2010).

## Історія
Історія сільського поселення почалась з утворення Сепозької сільради 1925 року в результаті розукрупнення Велико-Пургинської сільради, утвореної ще в 1924 році. Згідно з Указом президії ВР РРФСР 16 червня 1954 року Сепозька та Велико-пургинська сільради були об'єднані в єдину Сепозьку сільраду в складі 18 населених пунктів. З 1 червня 2006 року Сепозька сільрада була перетворена в Бєляєвське сільське поселення з центром в селі Бєляєвське.

## Господарство
На території поселення працює лише одне сільськогосподарське підприємство — ТОВ «Демен» (Велика Пурга). Серед закладів соціальної сфери діють 2 будинки культури (Велика Пурга, Сепож), 2 бібліотеки (Бєляєвське, Велика Пурга), 2 ФАПи (Велика Пурга, Сепож). В селі Велика Пурга діє середня школа, заснована в 1860 році. Населення обслуговує пошта (Бєляєвське), 3 магазини Ігринського РАЙПО (Бєляєвське, Велика Пурга, Сепож; у віддалені місця здійснюється виїзна торгівля).
Зв'язок з Ігрою здійснюється рейсовим автобусом Ігринського АТП тричі на добу. Всі населені пункти мають телефонний зв'язок.

## Склад
До складу поселення входять такі населені пункти:
| Населений пункт       | Населення, осіб (2010) | Населення, осіб (2012) |
| --------------------- | ---------------------- | ---------------------- |
| Біляєвське, присілок  | 142                    | 137                    |
| Велика Пурга, село    | 103                    | 98                     |
| Вукобер, присілок     | 9                      | 9                      |
| Ітадур, присілок      | 58                     | 57                     |
| Новоглазово, присілок | 7                      | 0                      |
| Палим, присілок       | 21                     | 20                     |
| Пургінський, присілок | 68                     | 62                     |
| Сепож, присілок       | 145                    | 144                    |
| Сюрсовайчик, присілок | 63                     | 66                     |
| Тупал-Пурга, присілок | 112                    | 109                    |